# Daniel Allsopp
Daniel „Danny“ Allsopp (* 10. August 1978 in Melbourne) ist ein ehemaliger australischer Fußballspieler.

## Vereinskarriere

### Karrierebeginn in Australien, bis 1998
Danny Allsopp begann seine Aktivenkarriere nach einem Stipendiat am Victorian Institute of Sport 1995 bei Croydon City in der Victorian Premier League (VPL). Im Sommer 1995 wechselte er zum South Melbourne FC in die National Soccer League. Nachdem er in seinem zweiten Jahr bei Melbourne nur noch sporadisch als Einwechselspieler zum Zuge gekommen war, schloss er sich 1997 dem Ligakonkurrenten und Ortsrivalen Carlton SC an, der ihn aber nach kurzer Zeit an Port Melbourne Sharks in die VPL verlieh.

### Sieben Jahre in England, 1998–2005
1998 wurde er vom damaligen Drittligisten Manchester City zum Probetraining nach England eingeladen und schließlich von Manager Joe Royle für die Ablösesumme von 10.000 Pfund verpflichtet. In seiner ersten Saison bei den Citizens kam Allsopp noch regelmäßig zum Einsatz und trug mit vier Toren zum Aufstieg bei. In der Zweitligaspielzeit 1999/2000 kam er nur noch selten zum Einsatz und wurde daher zunächst Ende 1999 für einen Monat zu Notts County verliehen, im Februar und März 2000 spielte er für einige Wochen auf Leihbasis beim AFC Wrexham. Manchester City schaffte derweil den Durchmarsch in die Premier League, was die Einsatzchancen für Allsopp nochmals verringerte.
In der Saison 2000/01 wurde er zunächst an Bristol City ausgeliehen, im Dezember 2000 spielte er erneut bei Notts County. Dort traf er in drei Ligaspielen vier Mal und wurde im Anschluss für 300.000 Pfund vom Drittligisten fest verpflichtet. In den folgenden drei Spielzeiten erzielte er insgesamt 50 Tore in 115 Pflichtspielen für Notts. Im Sommer 2003 musste der finanziell schwer angeschlagene Verein seine Topverdiener verkaufen, darunter auch Allsopp. Der ambitionierte Viertligist Hull City verpflichtete Allsopp für eine nicht veröffentlichte Ablösesumme. Dem Stürmer gelangen in seiner ersten Saison bei Hull 15 Treffer und hatte damit entscheidenden Anteil am Aufstieg in die dritte Spielklasse.

### Erfolge in der A-League, 2005–2009
Im Frühjahr 2005 löste er seinen Vertrag bei Hull auf um in der neu gegründeten australischen A-League bei Melbourne Victory zu unterschreiben. Seine erste Saison bei Melbourne verlief für den Angreifer enttäuschend, er selber traf nur vier Mal, Melbourne verpasste den Einzug in die Finals als Tabellensiebte deutlich. Die Spielzeit 2006/07 verlief für ihn wesentlich erfolgreicher. Er profitierte von den Offensivqualitäten des Neuzugangs Fred, der mit neun Torvorlagen Ligabester in dieser Statistik wurde und bildete im Angriff mit Archie Thompson das gefährlichste Sturmduo der Liga. Während Thompson die reguläre Saison mit zehn Treffern abschloss, konnte sich Allsopp mit elf Toren den Titel des Torschützenkönigs holen. Nachdem man die reguläre Saison auf Platz 1 beendete dominierte man auch in den Finals. Im Grand Final gegen Adelaide United gewann man mit 6:0 und damit die australische Meisterschaft. Allsopp blieb im Finale trotz zahlreicher Großchancen ohne Treffer.
Nach einer erneut schwächeren Saison 2007/08, in der man als amtierender Meister mit Platz fünf in der Liga die Finals verpasst, gewann man 2008/09 erneut die Meisterschaft. Allsopp erzielte mit elf Toren nur eines weniger als Torschützenkönig Shane Smeltz, in den beiden Halbfinalpartien gegen Adelaide traf er zudem je einmal. Das Finale, in dem man erneut Adelaide gegenüberstand, war für ihn nach 65 Minuten beendet, als er von Schiedsrichter Matthew Breeze nach einer Rudelbildung des Feldes verwiesen wurde. Die rote Karte wurde wenige Tage nach dem Finale vom australischen Verband annulliert.

### Aufenthalt in Katar und der MLS, 2009–2010
Kurz nach Beginn der Saison 2009/10 wechselte Allsopp zum katarischen Klub Al-Rayyan und unterschrieb dort einen finanziell lukrativen Vertrag. Nachdem Trainer Paulo Autuori den omanischen Stürmer Amad Al Hosni um den Jahreswechsel zu Al-Rayyan zurückholte, spielte Allsopp trotz sechs Treffern in zwölf Partien bereits nach wenigen Monaten wegen der asiatischen Ausländerregelung 3+1 (max. vier Ausländer, davon mindestens einer aus Asien) keine Rolle mehr in den weiteren Planungen und erhielt die Transferfreigabe. Anfang 2010 unterzeichnete er daraufhin in der nordamerikanischen Major League Soccer einen Zwei-Jahres-Vertrag bei D.C. United. Allsopp erzielte für D.C. fünf Treffer in 23 Ligaspielen, das Team belegte aber am Saisonende mit sechs Siegen aus 30 Partien den letzten Tabellenrang.

### Rückkehr zu Melbourne, 2011–2012
Ende Dezember 2010 gab Melbourne Victory die Wiederverpflichtung Allsopps bis Mitte 2013 bekannt.

## Nationalmannschaft
Allsopp nahm 1995 mit der australischen U-17-Auswahl an der U-17-Weltmeisterschaft in Ecuador teil. Er wurde dort mit fünf Turniertreffern Torschützenkönig und erreicht mit der Auswahl das Viertelfinale, in dem man an Brasilien scheiterte. Zwei Jahre später spielte er mit der U-20 bei der Junioren-Weltmeisterschaft in Malaysia, kam beim Erreichen des Achtelfinals aber nur zu zwei Kurzeinsätzen. In der australischen Olympiaauswahl wurde er zwischen 1997 und 2000 zwar auch mehrfach berücksichtigt, blieb aber letztlich für die Olympischen Sommerspiele 2000 im eigenen Land unberücksichtigt.
Im Juni 2007 wurde er zu einem Freundschaftsspiel gegen Uruguay erstmals in die A-Nationalmannschaft berufen und gab als Einwechselspieler sein Länderspieldebüt. Knapp ein Jahr später kam er in einem Freundschaftsspiel gegen Ghana zu einem weiteren Einsatz. Sein erstes Pflichtspiel für Australien bestritt er in der Qualifikation zur Asienmeisterschaft 2011 im Januar 2009 gegen Indonesien.

## Erfolge
auf Vereinsebene:
- Australischer Meister: 2006/07, 2008/09
- A-League Premiership: 2006/07, 2008/09

Individuell:
- A-League-Torschützenkönig: 2006/07
- Torschützenkönig der U-17-WM: 1995